# Zhuravski (Rusia)
Zhuravski (del ruso: Журавский) es un jútor del raión de Korenovsk del krai de Krasnodar, en Rusia. Está situado a orillas del Zhuravka,  tributario del Beisuzhok Izquierdo, afluente del río Beisug, 16 km al oeste de Korenovsk y 63 km al nordeste de Krasnodar, la capital del krai. Tenía 1 274 habitantes en 2011.
Pertenece al municipio Bratkovskoye.